# Davisia diplocrepis
Davisia diplocrepis är en djurart som tillhör fylumet Myxozoa, och som beskrevs av Laird 1953. Davisia diplocrepis ingår i släktet Davisia och familjen Sinuolineidae. Inga underarter finns listade i Catalogue of Life.